# Trichaeta separabilis
Trichaeta separabilis là một loài bướm đêm thuộc phân họ Arctiinae, họ Erebidae.